# Corine Defrance
Corine Defrance (* 25. Februar 1966 in Dieppe, Département Seine-Maritime) ist eine französische Historikerin, die sich auf die deutsche Geschichte und deutsch-französische Beziehungen nach 1945 spezialisiert hat. Sie ist seit 2012 Directrice de recherche am Centre national de la recherche scientifique.

## Leben
Nach dem Baccalauréat (Abitur) am Lycée Corneille in Rouen (1983) besuchte Corine Defrance die classes préparatoires aux grandes écoles des Lycée Henri IV in Paris und setzte im Anschluss ihr Studium der Fächer Geschichte und Geographie an der Universität Paris IV (Paris-Sorbonne) fort. Im Jahre 1993 promovierte sie an gleicher Universität im Fach Neuere und Neueste Geschichte unter der Leitung von Jacques Bariéty über die französische Kulturpolitik im besetzten Deutschland (1945–1955). Zwischen 1990 und 1993 weilte sie mehrere Male als Doktorandin und Stipendiatin am Institut für Europäische Geschichte in Mainz.
Als Post-Doc-Stipendiatin der Alexander-von-Humboldt-Stiftung forschte sie 1995 am Seminar für Politische Wissenschaft der Universität Bonn (bei Hans-Peter Schwarz), wo sie die Grundlage für eine Studie zur Entnazifizierung und Demokratisierung der deutschen Universitäten nach 1945 legte. Von 1993 bis 2013 war sie zudem wissenschaftliche Mitarbeiterin bei der Kommission zur Publikation der diplomatischen Akten im französischen Außenministerium. Ihrem Buch „Les Alliés occidentaux et les universités allemandes, 1945–1949“ (Paris, 2000) wurde 2001 der Prix Maurice Baumont von der Académie des sciences morales et politiques verliehen. Im Jahre 2002 habilitierte sie sich an der Université Robert Schuman in Straßburg zum Thema Bildung, Kultur und Politik in Deutschland im 20. Jahrhundert.
Seit 1995 ist die Forscherin am Centre national de la recherche scientifique (CNRS). Von 1995 bis 2002 war sie dem Centre d’Études Germaniques in Straßburg zugeordnet. Seit 2002 ist sie an der Gemeinsamen Forschungseinheit (UMR) Identités, relations internationales et civilisations de l’Europe (IRICE; Identitäten, internationale Beziehungen und Zivilisationen Europas) von CNRS, Université Paris 1 Panthéon-Sorbonne und Sorbonne Université in Paris tätig, die seit 2015 SIRICE heißt. Nach den Jahren als wissenschaftliche Mitarbeiterin (chargée de recherche) ist Corine Defrance seit 2012 Professorin (directrice de recherche). Von 2013 bis 2019 war sie zusammen mit François-Xavier Nérard Projektleiterin der Forschungsachse « L’Europe des guerres et des traces de guerres » („Europa der Kriege und Kriegsspuren“) des Exzellenzlabors (LabEX) Ecrire une Histoire Nouvelle de l’Europe (EHNE; „Eine neue Geschichte Europas schreiben“) in Paris. Seit 2021 ist sie beigeordnete Direktorin von SIRICE.
Corine Defrance hat an der Universität Robert Schuman in Straßburg und am Deutsch-Französischen Europäischen Campus von Sciences Po in Nancy unterrichtet. Seit 2003 lehrt sie an der Université Paris 1 Panthéon-Sorbonne. Im Studienjahr 2011/2012 war sie Gastprofessorin an der Freien Universität Berlin. Von September 2020 bis Februar 2021 war sie Senior Research Fellow bzw. Gastwissenschaftlerin am Leibniz-Institut für Europäische Geschichte in Mainz.
Die Hauptthemen von Defrances Forschung sind Versöhnungsprozesse in Europa im 20. und 21. Jahrhundert, Deutsch-französische Geschichte im 20. und 21. Jahrhundert, Deutsche Gesellschaft(en) in der Nachkriegszeit, Berlin und der Kalte Krieg sowie Geschichte der Universitäten, der Forschung und der Wissenschaftspolitik in Frankreich und Deutschland im 20. Jahrhundert. Gemeinsam mit Ulrich Pfeil hat sie im Auftrag des DFJW "Cartorik" konzipiert und koordiniert, eine digitale Karte von 63 Orten der deutsch-französischen Geschichte seit 1870.

## Auszeichnungen
- 2019: Gutenberg Research Award des Gutenberg Forschungskollegs (GFK) der Johannes Gutenberg-Universität Mainz (JGU)[2].
- 2022: Prix de l'amitié franco-allemande, verliehen vom deutschen Botschafter in Paris.

## Publikationen (Auswahl)
Monographien
- Françoise Frenkel. Portrait d'une inconnue, Gallimard, Paris 2022.
- Mit Ulrich Pfeil: 50 Jahre Deutsch-Französisches Jugendwerk L’Office franco-allemand pour la jeunesse a 50 ans. Hrsg. vom Deutsch-Französischen Jugendwerk, Berlin und Paris 2013.
- Mit Ulrich Pfeil: Histoire Franco-Allemande. Bd. 10: Entre Guerre froide et Intégration européenne. Reconstruction et Rapprochement 1945–1963. Presses du Septentrion, Villeneuve d’Ascq 2012.
  - deutsch: Deutsch-Französische Geschichte. Bd. 10: Deutschland und Frankreich 1945–1963. Eine Nachkriegsgeschichte in Europa, Wissenschaftliche Buchgesellschaft WBG, Darmstadt 2011, ISBN 978-3-534-14708-3.
- Sentinelle ou Pont sur le Rhin? Le Centre d’Études Germaniques et l’apprentissage de l’Allemagne en France (1921–2001), avec la collaboration de Christiane Falbisaner-Weeda, CNRS Éditions, Paris 2008.
- Les Alliés occidentaux et les universités allemandes 1945–1949, CNRS Éditions, Paris 2000.
- La politique culturelle de la France sur la rive gauche du Rhin 1945–1955. Presses Universitaires de Strasbourg, Strasbourg 1994.
- Mit Winfried Schulze: Die Gründung des Instituts für Europäische Geschichte Mainz. Philipp von Zabern, Mainz 1992.

Herausgeberschaft
- mit Nicole Colin, Ulrich Pfeil und Joachim Umlauf (Hrsg.): Dictionnaire des relations culturelles franco-allemandes depuis 1945, Septentrion, Lille 2023, ISBN 978-2-7574-3808-4.
- Mit Anne Couderc, Ulrich Pfeil (Hrsg.): La réconciliation / Versöhnung. Histoire d’un concept entre oubli et mémoire / Geschichte eines Begriffs zwischen Vergessen und Erinnern, Peter Lang, Brüssel 2022, ISBN 978-2-87574-489-0.
- Mit Ulrich Pfeil (Hrsg.): Länderbericht Frankreich. Bundeszentrale für politische Bildung, Bonn 2021, ISBN 978-3-7425-0661-0.
- Mit Tanja Herrmann, Pia Nordblom (Hrsg.): Städtepartnerschaften in Europa im 20. Jahrhundert, Wallstein, Göttingen, 2020, ISBN 978-3-8353-3211-9.
- Mit Bettina Greiner, Ulrich Pfeil (Hrsg.): Die Berliner Luftbrücke. Erinnerungsort des Kalten Krieges, Christoph Links Verlag, Berlin 2018, ISBN 978-3-86153-991-9.
- Mit Nicole Colin, Ulrich Pfeil, Joachim Umlauf (Hrsg.): Le Mur de Berlin. Histoire, mémoires, représentations. Peter Lang, Bruxelles 2016.
- Mit Catherine Horel, François-Xavier Nérard (Hrsg.): Vaincus! Histoires de défaites – Europe, XIXe–XXe siècles. Nouveau Monde, Paris 2016.
- Mit Ulrich Pfeil (Hrsg.): Verständigung und Versöhnung nach dem „Zivilisationsbruch“? Deutschland in Europa nach 1945. Peter Lang, Bruxelles 2016 (= Schriftenreihe der Bundeszentrale für politische Bildung. Bd. 1731).
- Mit Anne Kwaschik (Hrsg.): La guerre froide et l’internationalisation des sciences. Acteurs, réseaux et institutions. CNRS Editions, Paris 2016.
- Mit Nicole Colin, Ulrich Pfeil, Joachim Umlauf (Hrsg.): Lexikon der deutsch-französischen Kulturbeziehungen seit 1945. Gunter Narr, Tübingen 2015 (2. korr. und erw. Aufl.) [1. Aufl. 2013].
- Mit Juliette Denis, Julia Maspero (Hrsg.): Personnes déplacées et guerre froide en Allemagne occupée, PIE Peter Lang, Bruxelles 2015.
- Mit Romain Faure, Eckhardt Fuchs (Hrsg.): Bildung in Deutschland nach 1945. Transnationale Perspektiven / L’éducation en Allemagne après 1945. Perspectives transnationales. Peter Lang, Bruxelles 2015.
- Mit Michael Kißener, Jan Kusber, Pia Nordblom (Hrsg.): Deutschland – Frankreich – Polen seit 1945. Transfer und Kooperation. Peter Lang, Bruxelles 2014.
- Mit Ulrich Pfeil, Andreas Wilkens (Hrsg.): Willy Brandt. Un projet pour l’Allemagne (1913–1992). Bundeskanzler-Willy-Brandt-Stiftung, Berlin 2014.
- Mit Françoise Knopper, Anne-Marie Saint-Gille (Hrsg.): Pouvoir civil, pouvoir militaire en Allemagne. Aspects politiques, sociaux et culturels. Presses universitaires du Septentrion, Villeneuve d’Ascq 2013.
- Mit Ulrich Pfeil (Hrsg.): La France, l’Allemagne et le traité de l’Élysée, 1963–2013, CNRS Éditions (Biblis), Paris 2012.
- Corine Defrance, Ulrich Pfeil (Hrsg.): La construction d’un espace scientifique commun? La France, la RFA et l’Europe après le «choc du Spoutnik». Peter Lang, Bruxelles 2012.
- Mit Michael Kißener, Pia Nordblom (Hrsg.): Wege der Verständigung zwischen Deutschen und Franzosen nach 1945. Zivilgesellschaftliche Annäherungen. Gunter Narr, Tübingen 2010.
- Mit Hans Manfred Bock, Gilbert Krebs, Ulrich Pfeil (Hrsg.): Les jeunes dans les relations transnationales. L’Office franco-allemand pour la Jeunesse, 1963–2008, Presses de la Sorbonne Nouvelle, Paris 2008.
- Mit Ulrich Pfeil (Hrsg.): Der Élysée-Vertrag und die deutsch-französischen Beziehungen 1945 – 1963 – 2003. Oldenbourg, München 2005.